# Батоліт

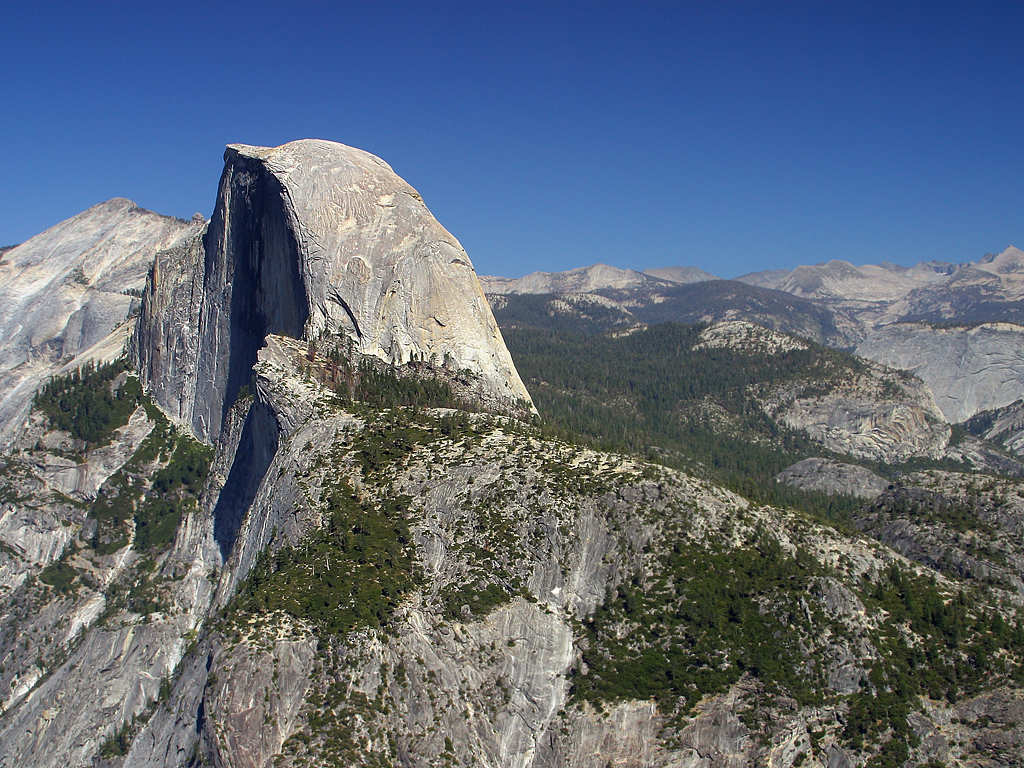
Гранітний купол Хаф-Доум (Half Dome) у національному парку Йосеміті, частина великого батоліту, гірського масиву Сьєрра-Невада, США

1. Лаколіт 2. Апофіза 3. Батоліт 4. Дайка 5. Сілл
6. Нек 7. Лополіт

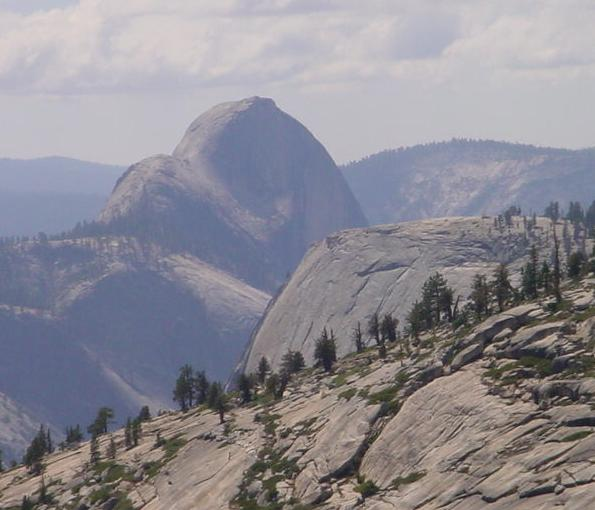
Гранітний купол-батоліт Хаф-Доум

Батолі́т (від грец. bathos — глибина і lithos — камінь) — форма залягання глибинних магматичних гірських порід; великі інтрузивні тіла (площа понад 200 км²), складені головним чином гранітоїдами, що залягають серед осадових товщ порід у ядрах антикліноріїв.

## Опис
Батоліт є результатом проплавлення магмою гірських порід. На поверхні з'являються тільки після зносу (денудації) покриваючих шарів.
Батоліти, як правило, орієнтовані своєю довгою віссю паралельно простяганню складчастих структур. Контакти з боковими (вмісними) породами можуть бути узгодженими і січними.
Батоліти досягають 2000 км в довжину і більше 1000 км завширшки. До гранітних батолітів приурочені родовища руд олова, вольфраму, золота і багатьох інших металів.
Питання про форму і походження батолітів є дискусійним.
В Україні відомі батоліти: Уманський, Житомирський, Богуславський, Мокро-Московський та ін.

## Дотичні терміни
Ембатолітовий (англ. embatholithic, нім. embatholithik, рос. эмбатолитовый) — той, що знаходиться серед вивержених порід у верхній частині батоліта (про мінерал і мінеральний комплекс).
Ендобатолітовий (англ. endobatholithic, нім. endobatholithik, рос. эндобатолитовый) — той, що знаходиться серед вивержених порід у глибинній частині батоліту (про мінерал і мінеральний комплекс).
Епібатолітовий (англ. epibatholithic, нім. epibatholithik, рос. эпибатолитовый) — той, що знаходиться серед вивержених порід у верхній частині батоліта, недалеко від земної поверхні (про мінерал і мінеральний комплекс).